# آتیراو
آتیراو (به قزاقی: Атырау، اتىراۋ) شهری در استان آتیراو کشور قزاقستان است که در سرشماری سال ۲۰۰۸ میلادی، ۱۵۸۳۰۸ نفر جمعیت داشته‌است و از سال ۱۸۸۵ میلادی به‌عنوان شهر شناخته می‌شده‌است.

## معنی
آتیراو در گذشته به معنی جزیره به کار می‌رفته‌است. امروزه به معنی دهانه رودخانه به کار می‌رود. این شهر در دهانه رود اورال قرار دارد.